# Pattaya Tadtong
Pattaya Tadtong (10 de mayo de 1979) es un deportista tailandés que compitió en bochas adaptadas. Ganó cuatro medallas en los Juegos Paralímpicos de Verano entre los años 2004 y 2016.

## Palmarés internacional
| Juegos Paralímpicos | Juegos Paralímpicos     | Juegos Paralímpicos | Juegos Paralímpicos  |
| Año                 | Lugar                   | Medalla             | Prueba               |
| ------------------- | ----------------------- | ------------------- | -------------------- |
| 2004                | Atenas (Grecia)         | Medalla de bronce   | Individual BC1 mixto |
| 2012                | Londres (Reino Unido)   | Medalla de oro      | Individual BC1 mixto |
| 2012                | Londres (Reino Unido)   | Medalla de oro      | Equipo BC1-2 mixto   |
| 2016                | Río de Janeiro (Brasil) | Medalla de oro      | Equipo BC1-2 mixto   |